# ویسواف رودکوفسکی
ویسواف رودکوفسکی (لهستانی: Wiesław Rudkowski؛ ‏ تلفظ لهستانی: [ˈvjɛswaf]؛ ‏ ۱۷ نوامبر ۱۹۴۶ – ۱۴ فوریهٔ ۲۰۱۶) ورزشکار بوکس اهل لهستان بود.
وی در مسابقات کشوری و بین‌المللی در مجموع برندهٔ ۱ مدال طلا، ۱ مدال نقره، ۱ مدال برنز شده‌است.